# Нёлькен, Франц
Франц Нёлькен (нем. Franz Nölken; 5 мая 1884, Гамбург — 4 ноября 1918, Ла-Капель, Эна (департамент), Франция) — немецкий художник-экспрессионист, член художественной группы Мост.

## Жизнь и творчество
В возрасте 16 лет Франц Нёлькен бросил учёбу в гамбургской гимназии Иоганнеум и по совету Альфреда Лихтварка, директора музея Гамбургский Кунстхалле, поступил на обучение к живописцу Артуру Зибелисту, который, в отличие от большинства преподавателей искусства, придерживавшихся канонов академической живописи, был последователем импрессионистов и приверженцем пленэра. В 1903 году Франц вступил в гамбургский «Клуб художников» («Hamburgischen Künstlerclub von 1897»). В 1904 впервые выставляются его работы — на экспозиции учеников Зибелиста в галерее Комметер в Гамбурге. В 1905 году молодой художник живёт в городке Боргельн в Вестфалии. Тогда же он знакомится с Эдвардом Мунком, Эмилем Нольде, Карлом Остхаусом, Кристианом Рольфсом, а также с меценатом и коллекционером Эрнстом Румпом, покровительствовавшим Нёлькену. В 1907 году он вместе со своими товарищами по школе Зибелиста — Вальтером Розамом и Фридрихом Алерс-Хестерманом — приезжает в Париж и включается в местную художественную жизнь, сосредоточенную вокруг богемного Café du Dôme.
В 1908 году художник получил предложение Карла Шмидт-Ротлуфа вступить в художественную группу Мост, стоявшую у истоков немецкого экспрессионизма. В 1910 году Нёлькен участвует в выставке «Моста», однако в 1912 выходит из её состава. В марте 1909 года он во второй раз приезжает в Париж и вместе со своими товарищами Фридрихом Алерс-Хестерманом, Вальтером Розамом и Гретхен Вольвилл поступает в Академию Матисса. Последняя была образована зимой 1907—1908 года невесткой Гертруды Стайн, Сарой Стайн, и немецким художником Гансом Пуррманом и функционировала до 1911 года. В её лучшие годы в ней обучалось более 100 учеников. После возвращения на родину Нёлькен знакомится с художницей Анитой Рее, бравшей затем у него уроки рисунка. Позднее Нёлькен, Рее и Алерс-Хестерман снимают сообща мастерскую. Дружба и совместная работа его с Анитой прекратилась после того, как девушка влюбилась в художника, он же не ответил на её чувства. В 1912 году Нёлькен преподаёт рисунок в гамбургской художественной школе Герды Коппель. В следующем он знакомится с композитором Максом Регером, с которого написал несколько портретов. В 1914 году Нёлькен в последний раз приезжает в Париж. В 1915 году гамбургский Кунстхалле заказывает его автопортрет. В 1916 он становится членом гамбургского Союза художников.
В 1917 году, во время Первой мировой войны, художник был призван на военную службу и отправлен на фронт. Погиб в северной Франции перед самым окончанием войны, в ноябре 1918 года.
Франц Нёлькен был великолепным рисовальщиком, в своих работах он стремился к упрощению изобразительных средств. Был мастером портрета, хотя создавал также пейзажи и натюрморты. Писал маслом, пастелью и акварельными красками.

## Галерея

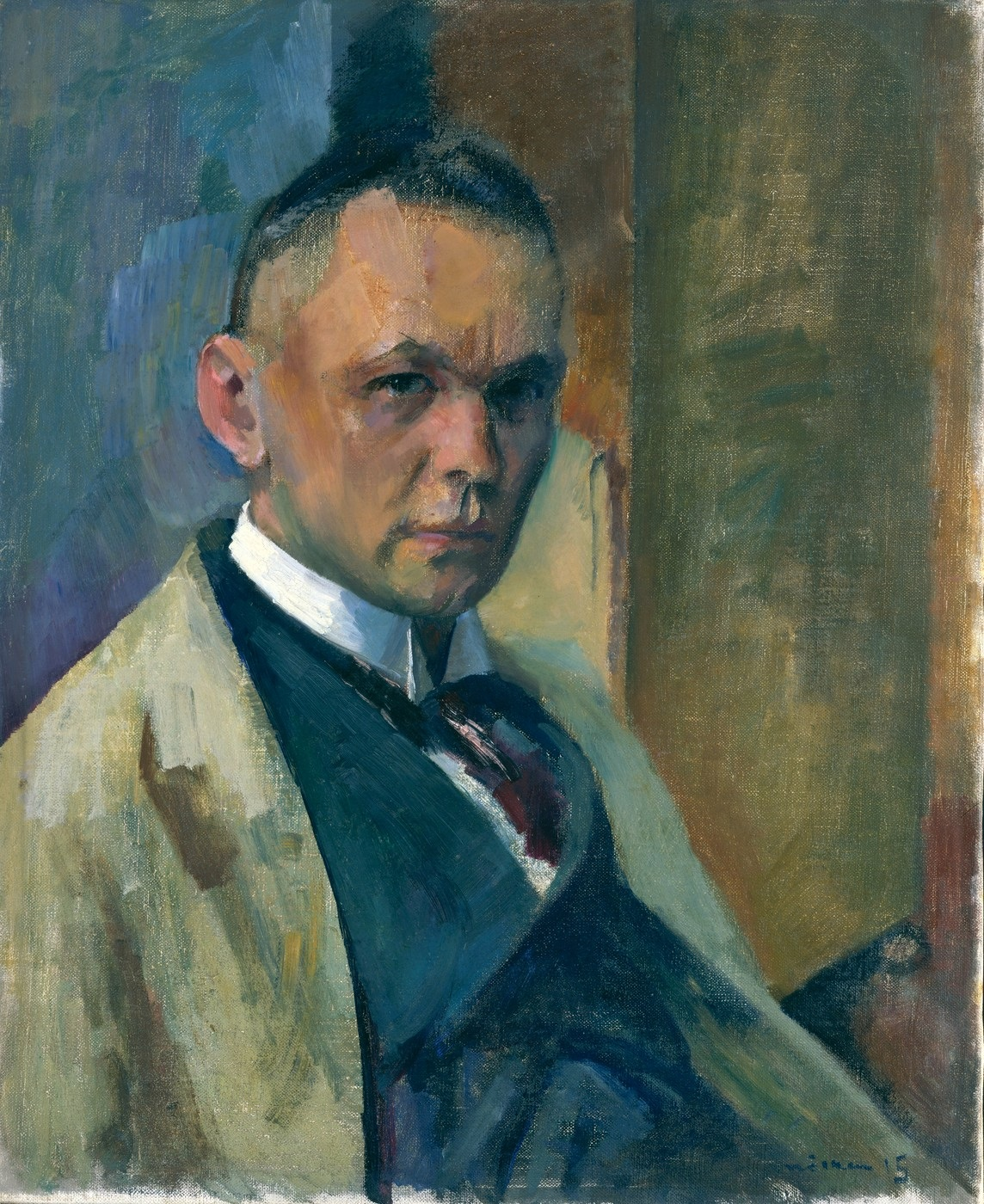
Автопортрет, 1915
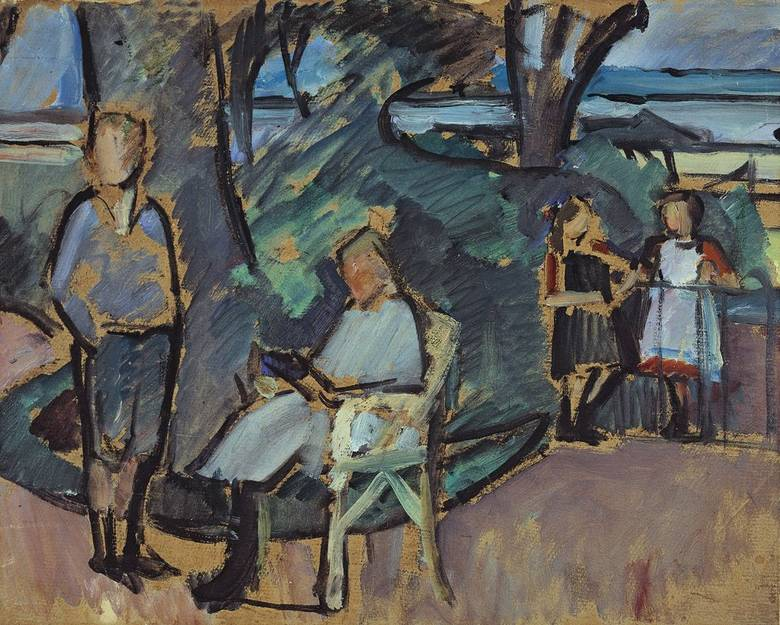
Дети в парке, ок. 1912
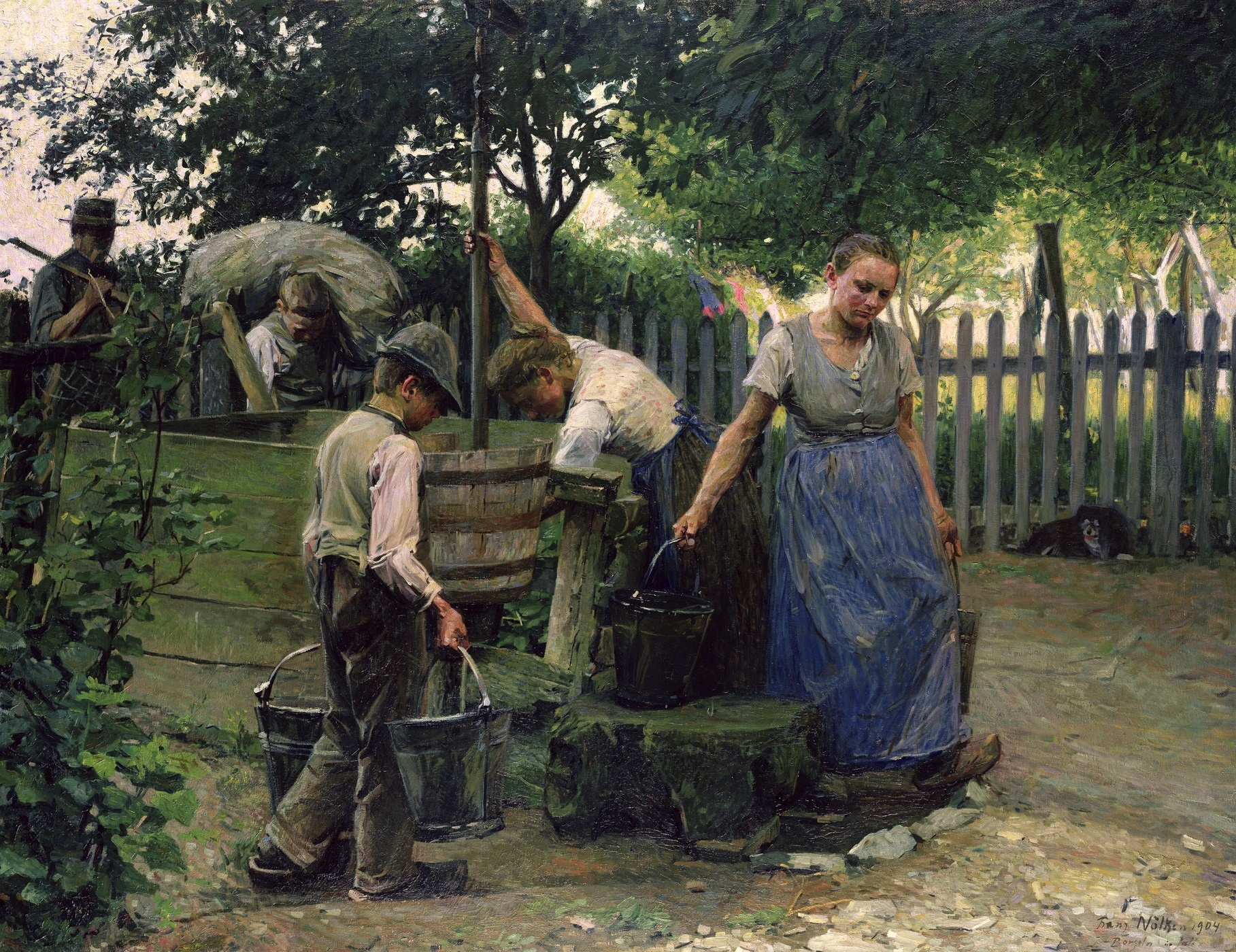
У колодца, 1904
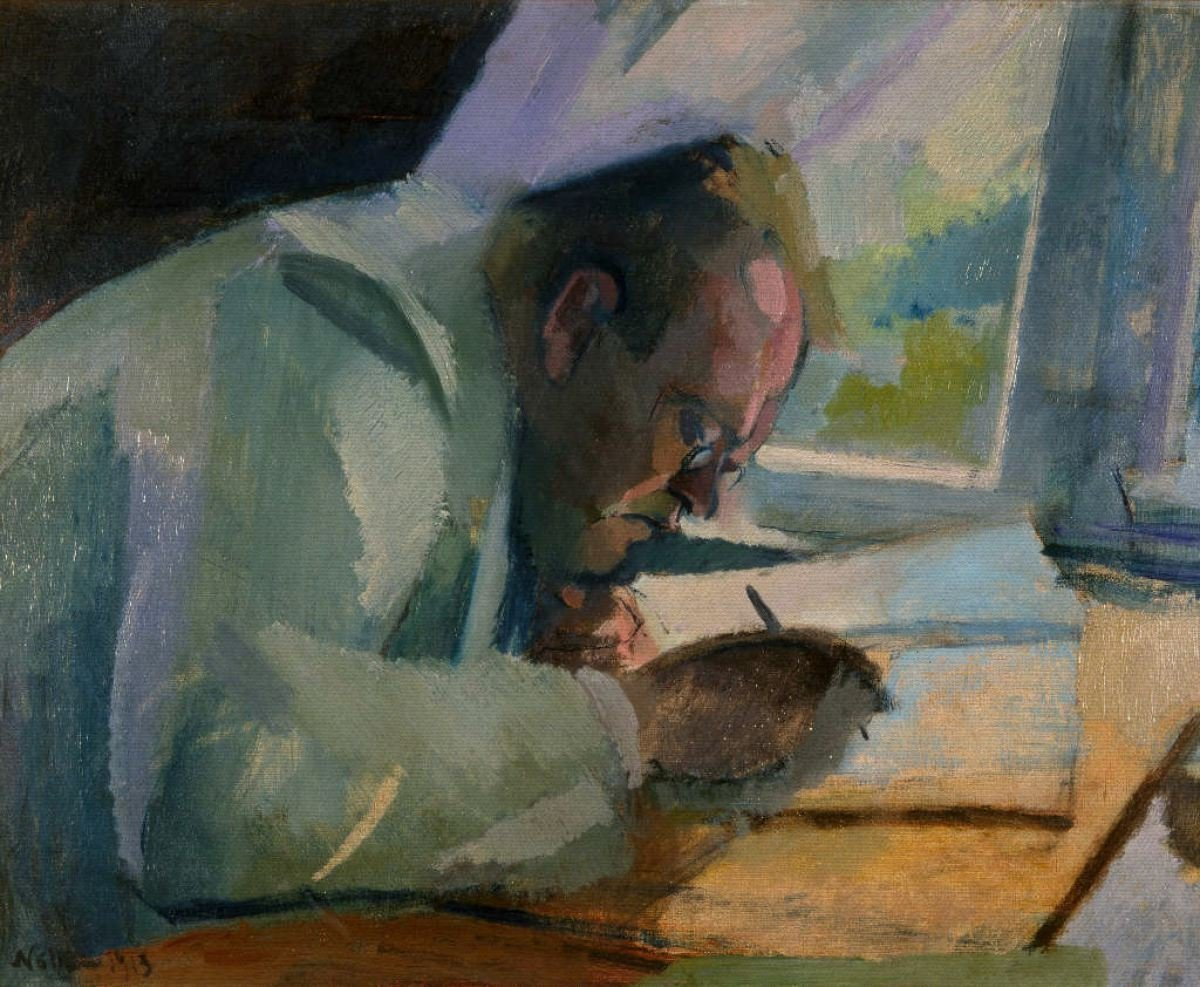
Работающий Макс Регер 1913
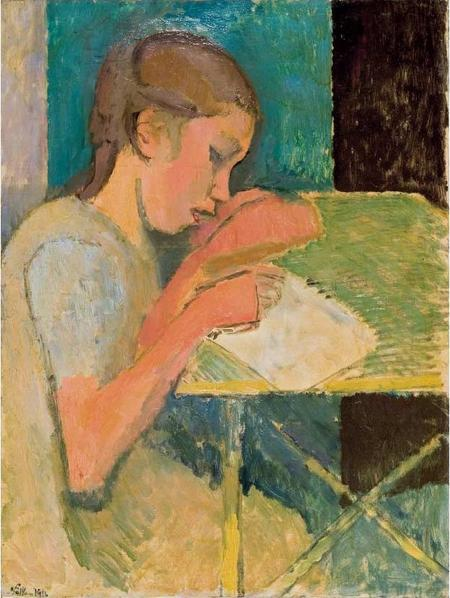
Пишущая девочка, 1916